# 수완나품 공항
수완나품 공항(태국어: ท่าอากาศยานสุวรรณภูมิ, 영어: Suvarnabhumi Airport, IATA: BKK, ICAO: VTBS)은 태국 사뭇쁘라깐주 방플리군에 위치한 국제 공항이다. 돈므앙 국제공항을 대체하여 새롭게 개항한 방콕의 신 국제공항이다. 여러 차례 개항이 연기된 후 2006년 9월 15일 일부 개항을 거쳐 9월 28일 완전 개항하였다. 타이 항공의 허브 공항이며 방콕에서 동쪽에 있다. 수완나품은 태국어로 황금 들녘이란 뜻이다.

## 개요
제2차 세계 대전 이후 민간 항공의 발전을 통하여, 방콕은 지리적으로 다른 동남 아시아 각국에 노선 연장이 쉽고 정치적으로 안정되어 대규모 내전 등이 없었다. 또한 공항이 싱가포르나 홍콩과 대등하여 동남 아시아의 허브 공항으로서 발달할 수 있었다. 그러나 기존 군용 비행장이었던 돈므앙 국제공항이 비좁게 되었기 때문에 신공항의 건설 계획이 입안되었다.
1973년 타놈 정권 하에 용지 매수가 완료되었다. 그러나 그 해에 발생한 10월 14일 정변에 의하여 타놈 수상이 사임하면서 계획은 무효화되었다. 그 후 몇 차례나 이 프로젝트가 제안되고 사라졌지만, 1996년에 다시 부상하여 방콕 신공항 주식회사가 설립되고 계획이 햇빛을 보게 되었다. 그러나 1997년 아시아 통화 위기로 인하여 또 다시 위기를 맞게 되었다. 그 후 건설 비용으로 인해 다소 어려움을 겪었지만, 공항 회사 설립으로부터 6년 후인 2003년에야 간신히 건설이 개시되었다.
당초 2005년 9월에 개항 예정이었지만, 공항의 계획 변경과 시스템 체크 등으로 인하여 공사 기간이 늘어났다. 2006년 7월 29일에 국내 항공사에 의한 항공기를 이용한 시운전이 실시되었다. 9월 15일부터 일부의 항공사가 취항하였다. 9월 19일에 군사 쿠데타가 일어났지만 예정대로 9월 28일 오전 3시, 수완나품 국제공항이 정규 개항하였다. 그러나 태국의 반정부 시위로 인하여 2008년에 반정부 시위대가 돈므앙 국제공항과 수완나품 국제공항을 점거하는 사태가 벌어지기도 하였다. 이때 발이 묶여 있었던 태국 관광객은 태국 공군의 허가를 받아 태국 공군 비행장이나 파타야까지 가서 임시 항공편으로 귀국하기도 하였으며, 반정부 사태로 태국의 주 수입원 중 하나인 관광업이 큰 타격을 입었다.

## 역사

### 토지 매입, 조기 건설
새 공항의 필요성은 1973년에 방콕에서 동쪽으로 40킬로미터 떨어진 곳에 8천 에이커의 땅을 매입하면서 인정되었다. 코브라 스웜프(Cobra Swamp)로 알려진 이 부지는 물이 빠졌고 "금속의 진"이라는 뜻의 수완나품(Suvarnabhumi수바르나부미)이라고 명명되었다. 1973년 10월 14일 학생 주도의 시위가 타놈 끼띠카쫀 총리의 군사정권을 전복시키고 이 사업은 보류되었다. 
우여곡절 끝에 1996년 신방콕 국제공항(NBIA)이 탄생했다. 특히 1997년의 아시아 금융 위기로 인해, 정치와 경제적 불안으로 인해, 탁신 친나왓 정부에 의해 6년 후인 2002년 1월에야 건설이 시작되었다.

### 조기 건설, 공항 테스트 및 공식 개장
공항은 2005년 말에 문을 열 예정이었으나 일련의 예산 초과, 건설 결함, 부패 의혹 등이 이 사업을 괴롭혔다. 
공항이 오래된 묘지 위에 세워졌다는 사실이 발견되면서 더욱 지연되었다. 미신적인 건설 노동자들은 그곳에서 유령을 보았다고 주장했다. 2005년 9월 23일 태국 공항 공사는 99명의 승려들이 정령을 달래기 위해 구호를 외치는 의식을 개최했다.
공항의 완전한 시험은 2006년 7월 3일과 29일에 실시되었다. 타이항공, 녹에어, 타이 에어 아시아, 방콕 항공, PB에어, 원투고 항공 등 6개 항공사가 국내선 20편의 기지로 공항을 이용했다. 첫 번째 국제 시험 비행은 2006년 9월 4일에 실시되었다. 두 대의 타이항공 항공기인 보잉 747-400과 에어버스 A300-600은 9시 19분에 동시로 싱가포르와 홍콩으로 출발했다. 15시 50분에 같은 항공기가 되돌아와 활주로 19L와 19R에서 동시 착륙을 했다. 이러한 시험 비행은 공항이 교통을 처리할 준비가 되어 있음을 보여주었다.
2006년 9월 15일, 젯스타 아시아 항공이 싱가포르에서 방콕으로 가는 3편의 항공편을 운항하면서 공항은 제한된 일일 운항을 시작했다. 방콕 항공은 9월 21일 공항으로 이동했다. 에어아시아와 타이 에어아시아는 9월 25일에 이어 9월 26일에 수완나품 국제공항으로 이동했다. 이전 시험뿐만 아니라 이 초기 단계 동안 공항은 임시 IATA 코드 NBK를 사용했다.
수완나품 국제공항은 돈므앙 국제공항에서 모든 항공편을 인수하여 2006년 9월 28일 03시에 공식 개항하였다. 처음 도착한 비행기는 03시 05분에 뭄바이발 루프트한자 화물기 LH8442편이었다. 첫 상업 도착은 3시 30분 일본항공이었다. 첫 번째 승객의 도착은 키이우발 에어로스비트 항공 VV171편이었고, 첫 화물 출발은 5시에 리야드행 사우디아라비아 항공 SV984편이었다. 에어로스비트도 5:30경에 첫 번째 승객 출발(VV172에서 키이우까지)을 했다.

### 초기 난관
공항 운영 첫 며칠 동안 어려움이 보고되었다. 첫날만 해도 짐 취급이 부진한 것이 일반적이었다. 아에로스빗의 첫 번째 승객 도착은 짐이 나오기 시작하는 데 한 시간이 걸렸고, 어떤 항공편들은 4시간이 지나도 짐이 나오지 않았다. 항공편 지연(타이항공 측은 이날 19편 중 17편이 지연됐다고 주장했고, 탑승 수속 시스템에도 고장이 있었다.) 후속 문제로는 화물 컴퓨터 시스템의 고장, 잘못된 정보를 표시하는 출발 기판이 있어 승객들을 혼란스럽게 했다.(특히 돈므앙 국제공항과 달리 "최종 통화"가 발행되지 않았다.)
개통한 지 몇 달이 지나도 정체, 건설 품질, 간판, 시설 제공, 토사 침하 등의 문제가 계속되어 돈므앙 국제공항을 재개하여 수리가 이루어지도록 해야 한다는 요구가 제기되었다. 전문가 의견은 수완나품 국제공항의 문제의 정도와 그 근본원인에 따라 크게 달랐다. 대부분의 항공사들은 공항의 피해가 미미하다고 말했다. 당시 수상이었던 수라윳 쭐라논은 2007년 2월 12일 국내선을 위해 자발적인 방법으로 돈므앙 국제공항을 재개했으며, 처음에는 71개의 주간 항공편이 다시 출발했으나 국제선은 운행하지 않았다.

## 특징

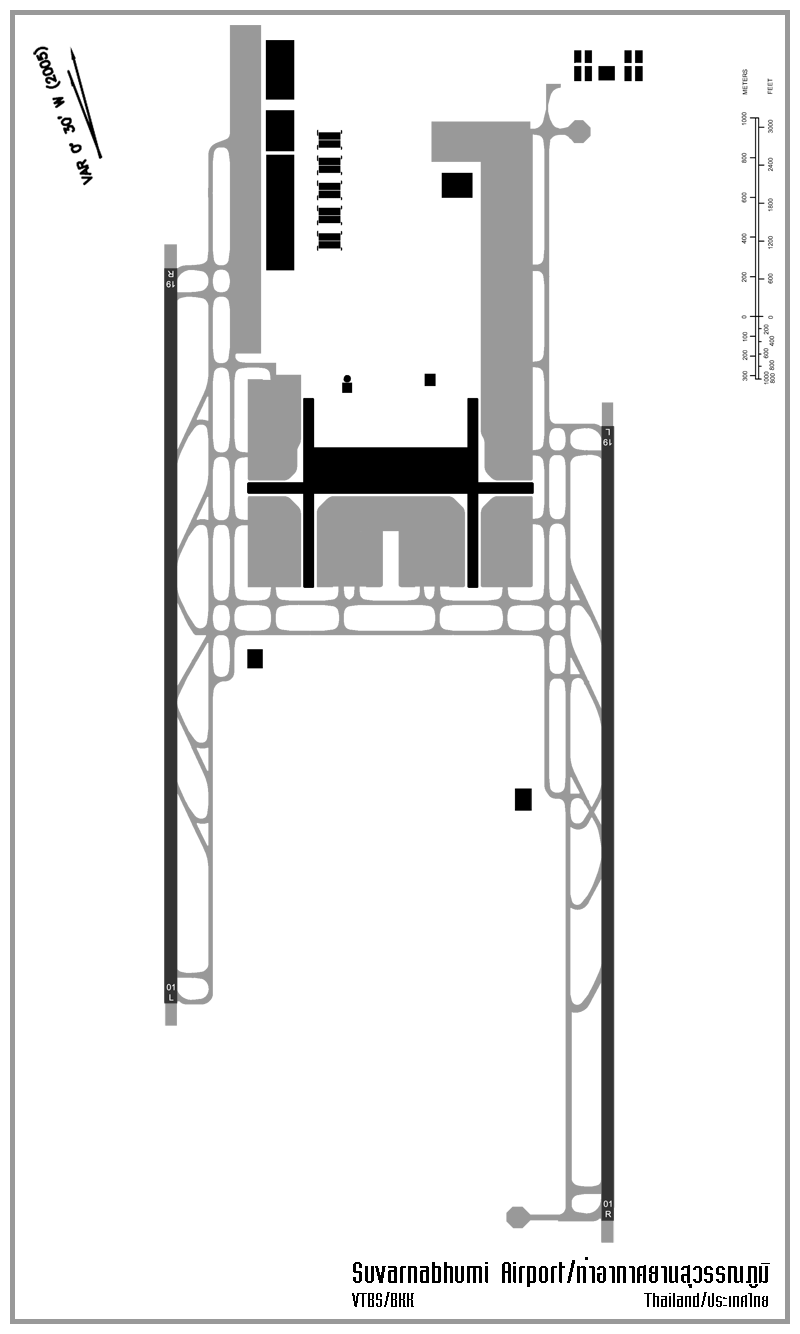
수완나품 국제공항 배치도

수완나품 국제공항의 주요 터미널 지붕은 구조 요소와 베이들이 아래 중앙 홀 위에 떠 있는 것처럼 보이는 캔틸레버 형태의 물결 모양으로 설계되어 있다. 이 전체적인 설계원리는 건설이 시작되기 전에 물을 빼내야 했던 현장의 이전의 본질을 표현하는 것이었다. 메인 단자의 캐노피를 지지하는 8개의 복합 2,710톤 트러스들은 기본적으로 그들에 작용하는 벤딩 모멘트의 도표로서, 가장 깊이는 중간 스팬과 지지대 위에 있다.
헬무트 얀의 비전의 결과는 성능 재료가 전체 구성과 사용에서 기존의 역할보다 더 많은 역할을 하는 구조다. 이는 상당한 에너지 수명 주기 비용 절감으로 편안한 일광 사용을 극대화한다. 설치된 냉각 시스템은 기존 시스템에 비해 최대 50%까지 감소하였다. 내부와 외부 기후를 중재하기 위해 세 층의 반투명 막이 개발되어 소음과 온도 전달을 다루면서도 건물 내부로 자연적인 일광 흐름을 허용하였다.

## 공항 순위
이 공항은 2019년 세계 100대 공항 중 46위에 올랐다. 2019년 다른 아세안 공항으로는 싱가포르 창이 공항, 1 공항, 쿠알라룸푸르 국제공항, 54; 자카르타, 40; 하노이, 86 수완나품 공항이 선정되었다. 2018년 태국개발연구원(TDRI)에 따르면 지난 6년간 공항 순위는 개선되지 않았다. 고객 불만 사항으로는 긴 출입국 대기 시간, 환승 주간 객실 문제, 의자와 전화 충전소 부족, 영어 사용 직원 부족, 정보 표시 불량 등이 있다.

## 운항 노선

### 국제선
| 항공사                 | 도착지 |
| ---------------------- | --- |
| 타이 항공              | 광저우, 나고야(주부), 다카, 덴파사르/발리, 델리, 도쿄(나리타, 하네다), 두바이, 라호르, 런던(히스로), 로마(피우미치노), 마닐라, 멜버른, 모스크바(도모데도보), 무스카트, 뮌헨, 밀라노(말펜사), 베오그라드, 베이징(수도), 브뤼셀, 부산(김해), 비엔티안, 빈, 상하이(푸둥), 서울(인천), 시드니, 삿포로(신치토세), 센다이, 스톡홀름(알란다), 싱가포르, 양곤, 오사카(간사이), 오슬로(가르데르모엔), 이슬라마바드, 자카르타(수카르노 하타), 카라치, 카트만두, 코펜하겐, 콜롬보(반다라나이케), 콜카타, 쿠알라룸푸르, 쿤밍, 타이베이(타오위안), 청두, 첸나이, 취리히, 파리 (샤를 드골), 프놈펜, 프랑크푸르트, 하노이, 하이데라바드, 호찌민, 후쿠오카 |
| 타이 스마일 항공       | 가오슝, 러크나우, 루앙프라방, 만달레이, 뭄바이, 바라나시, 샤먼, 시엠레아프, 아메다바드, 양곤, 정저우, 쿠알라룸푸르, 쿤밍, 창사, 충칭, 페낭, 프놈펜, 홍콩(첵랍콕) |
| 방콕 항공              | 나트랑, 다낭, 말레, 비엔티안, 시아누크빌, 양곤, 프놈펜, 푸꾸옥 |
| 타이 비엣젯 항공       | 다낭, 하이커우 |
| 대한항공               | 서울(인천), 부산 |
| 아시아나항공           | 서울(인천) |
| 에어프레미아           | 서울(인천) |
| 이스타항공             | 서울(인천) |
| 제주항공               | 서울(인천), 부산, 제주 |
| 진에어                 | 서울(인천), 부산 |
| 티웨이항공             | 서울(인천), 대구 |
| 일본항공               | 도쿄(나리타, 하네다), 오사카(간사이) |
| 전일본공수             | 도쿄(나리타 하네다) |
| 피치 항공              | 오키나와(나하) |
| 중국국제항공           | 베이징(수도, 다싱), 상하이(푸둥), 톈진, 청두, 항저우, 원저우 |
| 중국남방항공           | 광저우, 구이린, 구이양, 란저우, 상하이(푸둥), 싼야, 선양, 선전, 우루무치, 우시, 우한, 인촨, 장자제, 정저우, 제양, 창사 |
| 중국동방항공           | 광저우, 난징, 난창, 닝보, 상하이(푸둥), 시닝, 시안, 우한, 쿤밍, 타이위안, 칭다오, 항저우, 허페이 |
| 산둥 항공              | 지난, 쿤밍, 칭다오 |
| 선전 항공              | 광저우, 선전, 시안, 우시 |
| 샤먼 항공              | 다롄, 샤먼, 시안, 푸저우 |
| 쓰촨 항공              | 청두, 하이커우, 항저우 |
| 춘추항공               | 난창, 닝보, 다롄, 뤄양, 베이하이, 상하이(푸둥), 선양, 쉬저우, 양저우, 제양, 창춘, 하얼빈, 허페이, 후허하오터 |
| 오케이 항공            | 난닝, 시안 |
| 차이나 익스프레스 항공 | 잔장 |
| 럭키 에어              | 정저우, 청두, 쿤밍 |
| 준야오 항공            | 상하이(푸둥), 선양 |
| 하이난 항공            | 베이징(수도), 하이커우 |
| 캐세이퍼시픽 항공      | 싱가포르, 홍콩(첵랍콕) |
| 홍콩 항공              | 홍콩(첵랍콕) |
| 홍콩 익스프레스 항공   | 홍콩(첵랍콕) |
| 에어 마카오            | 마카오 |
| 중화항공               | 가오슝, 타이페이(타오위안) |
| 에바 항공              | 암스테르담, 런던(히스로), 타이페이(타오위안) |
| 스타룩스 항공          | 타이페이(타오위안) |
| 베트남 항공            | 다낭, 하노이, 호치민 |
| 비엣젯 항공            | 하이퐁, 하노이, 호치민 |
| 퍼시픽 항공            | 하노이, 호치민 |
| 라오 항공              | 까이손폼위한, 루앙프라방, 비엔티안, 팍세 |
| 캄보디아 항공          | 시엠레아프, 프놈펜 |
| JC 국제항공            | 시엠레아프, 프놈펜 |
| 란메이 항공            | 시엠레아프, 프놈펜 |
| 필리핀 항공            | 마닐라, 세부 |
| 세부퍼시픽             | 마닐라 |
| 미얀마 국제항공        | 만달레이, 양곤 |
| 말레이시아 항공        | 쿠알라룸푸르 |
| 싱가포르 항공          | 싱가포르 |
| 가루다 인도네시아 항공 | 자카르타(수카르노 하타) |
| 로얄 브루나이 항공     | 반다르스리브가완 |
| 네팔 항공              | 카트만두 |
| 우즈베키스탄 항공      | 타슈켄트 |
| 에어 인디아            | 델리, 뭄바이, 베오그라드, 콜카타 |
| 인디고 항공            | 델리, 뭄바이, 베오그라드, 콜카타, 첸나이 |
| 고에어                 | 델리, 뭄바이 |
| 스파이스제트           | 델리, 아메다바드, 뭄바이, 베오그라드 |
| 스리랑카 항공          | 콜롬보(반다라나이케) |
| 몰디비안               | 말레 |
| 비만 방글라데시 항공   | 다카 |
| US-방글라 항공         | 다카, 치타공 |
| 이스타나 항공          | 알마티, 누르술탄 |
| 드루크 에어            | 가야, 구와하티, 다카, 바그도그라, 콜카타, 파로 |
| 부탄 항공              | 파로 |
| 투르크메니스탄 항공    | 아시가바트 |
| 마한 항공              | 테헤란(이맘 호메이니) |
| 로얄 요르단 항공       | 암만(퀸 알리아), 홍콩(첵랍콕), 쿠알라룸푸르 |
| 오만 항공              | 무스카트 |
| 쿠웨이트 항공          | 쿠웨이트 |
| 에미레이트 항공        | 두바이, 홍콩 |
| 에티하드 항공          | 아부다비 |
| 엘알 이스라엘 항공     | 텔아비브(벤구리온) |
| 카타르 항공            | 도하 |
| 터키항공               | 이스탄불(아타튀르크) |
| 루프트한자             | 프랑크푸르트, 뮌헨 |
| 오스트리아 항공        | 빈 |
| 스위스 국제항공        | 취리히 |
| KLM                    | 암스테르담 |
| 에어 프랑스            | 파리(샤를 드 골) |
| 에어 오스트랄          | 생드니 |
| 영국항공               | 런던(히스로) |
| 핀에어                 | 헬싱키 |
| 로시야 항공            | 상트페테르부르크 |
| 아에로플로트           | 모스크바(셰레메티예보) |
| 우랄 항공              | 모스크바(도모데도보), 예카테린부르크, 우파, 이르쿠츠크 |
| S7 항공                | 노보시비르스크, 모스크바(도모데도보), 블라디보스토크, 울란우데, 이르쿠츠크, 크라스노야르스크, 하바롭스크 |
| 에티오피아 항공        | 아디스아바바, 홍콩(첵랍콕), 쿠알라룸푸르 |
| 이집트 항공            | 카이로, 홍콩(첵랍콕) |
| 콴타스 항공            | 시드니 |
| 제트스타 항공          | 멜버른 |

### 국내선
| 항공사           | 도착지                                           |
| ---------------- | ------------------------------------------------ |
| 타이 항공        | 치앙마이, 치앙라이, 핫야이, 콘깬, 코사무이, 푸껫 |
| 타이 스마일 항공 | 치앙마이, 끄라비, 푸껫, 수코타이                 |
| 타이 비엣젯 항공 | 치앙마이, 캇바이                                 |
| 방콕 항공        | 치앙마이, 코사무이, 람빵, 푸껫, 뜨랏, 수코타이   |

### 화물 노선
| 항공사                    | 도착지                                                           |
| ------------------------- | ---------------------------------------------------------------- |
| 타이 카고                 | 첸나이, 델리, 프랑크푸르트, 시드니, 타이페이(도원), 도쿄(나리타) |
| K-Mile 항공               | 호치민, 싱가포르                                                 |
| 대한항공 카고             | 서울(인천), 싱가포르                                             |
| 아시아나 카고             | 서울(인천)                                                       |
| 중국화물항공              | 상하이(푸둥)                                                     |
| 양쯔강 익스프레스         | 상하이(푸둥)                                                     |
| 에어재팬                  | 나하, 오사카(간사이), 싱가포르, 타이페이(도원), 도쿄(나리타)     |
| 일본화물항공              | 싱가포르, 도쿄(나리타)                                           |
| 에어홍콩 카고             | 홍콩, 페낭                                                       |
| 캐세이패시픽 카고         | 홍콩, 페낭, 싱가포르                                             |
| 중화항공 카고             | 아부다비, 룩셈부르크, 청두, 타이페이(도원)                       |
| 에바항공 카고             | 타이페이(도원), 자카르타(수카르노 하타), 페낭, 싱가포르          |
| 카르딩 에어               | 홍콩, 자카르타(수카르노 하타), 싱가포르                          |
| Tri-MG 인트라 아시아 항공 | 호치민, 프놈펜                                                   |
| MAS 카고                  | 쿠알라룸푸르                                                     |
| 싱가포르 항공 카고        | 싱가포르                                                         |
| 사우디아 카고             | 광저우, 제다, 리야드, 상하이(푸둥)                               |
| 터키 항공 카고            | 알마티, 델리, 이스탄불(아타튀르크), 타슈겐트                     |
| ULS 화물항공              | 이스탄불(아타튀르크)                                             |
| 루프트한자 카고           | 뭄바이, 샤르자, 프랑크푸르트                                     |
| 에어로로직                | 라이프치히(할레), 싱가포르                                       |
| 에어프랑스 카고           | 파리(샤를 드 골)                                                 |
| 마르틴 에어-KLM           | 암스테르담, 샤르자, 무스카트                                     |
| 카고룩스                  | 바쿠, 룩셈부르크, 상하이(푸둥), 샤먼                             |
| 페덱스 익스프레스         | 광저우                                                           |
| UPS 항공                  | 쾰른(본), 뭄바이, 두바이                                         |

## 통계
|                                       | 승객       | 전년 대비 변동률 | 변동률  | 화물 (톤) |
| ------------------------------------- | ---------- | ---------------- | ------- | --------- |
| 2008                                  | 38,603,490 | 0                | 0       | 1,173,084 |
| 2009                                  | 40,500,224 | 04.9%            | 0       | 1,045,194 |
| 2010                                  | 42,784,967 | 05.6%            | 0       | 1,310,146 |
| 2011                                  | 47,910,744 | 012.0%           | 299,566 | 0         |
| 2012                                  | 53,002,328 | 010.6%           | 312,493 | 0         |
| 출처 : Airports Council International |            |                  |         |           |

## 사진

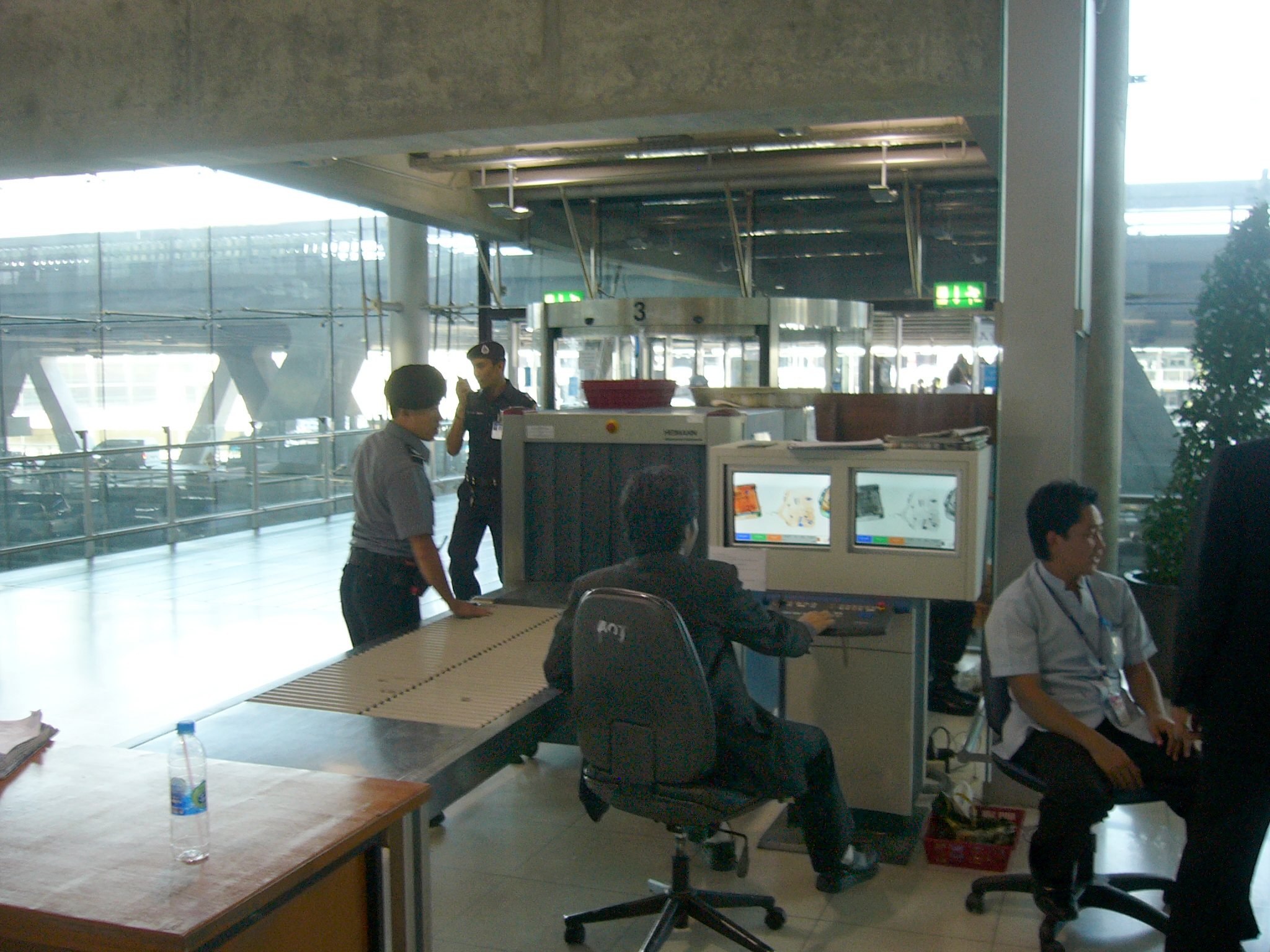
수화물 선별 모니터링하는 모습
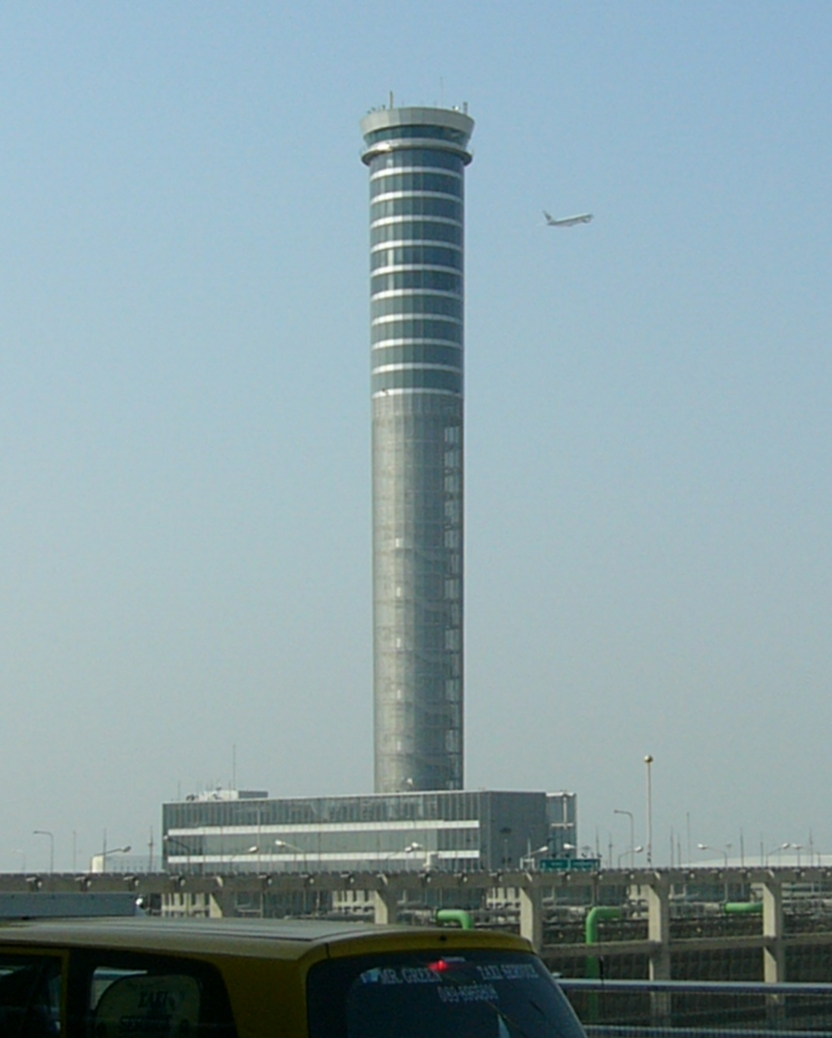
관제탑 전경
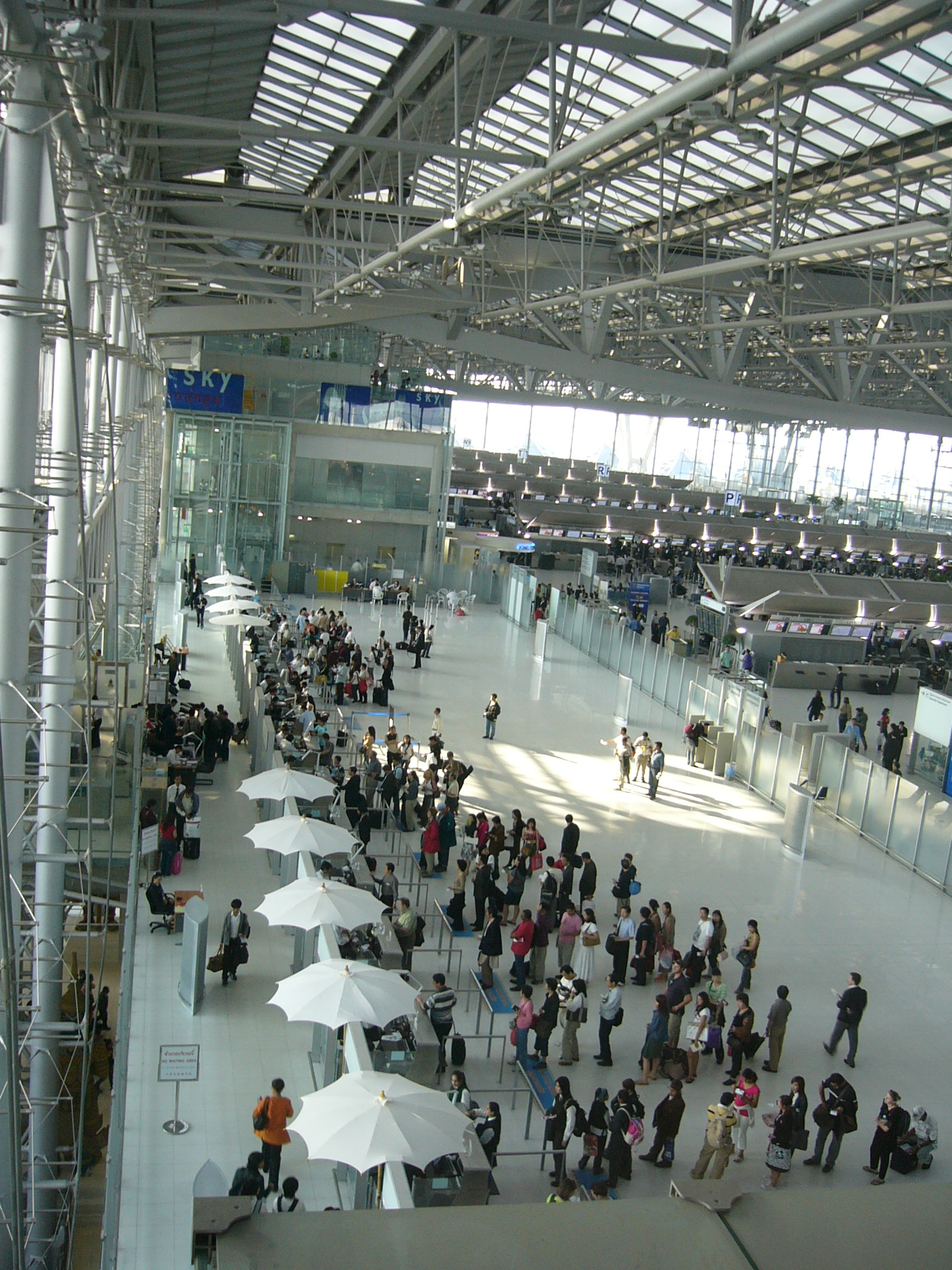
출국심사센터 1
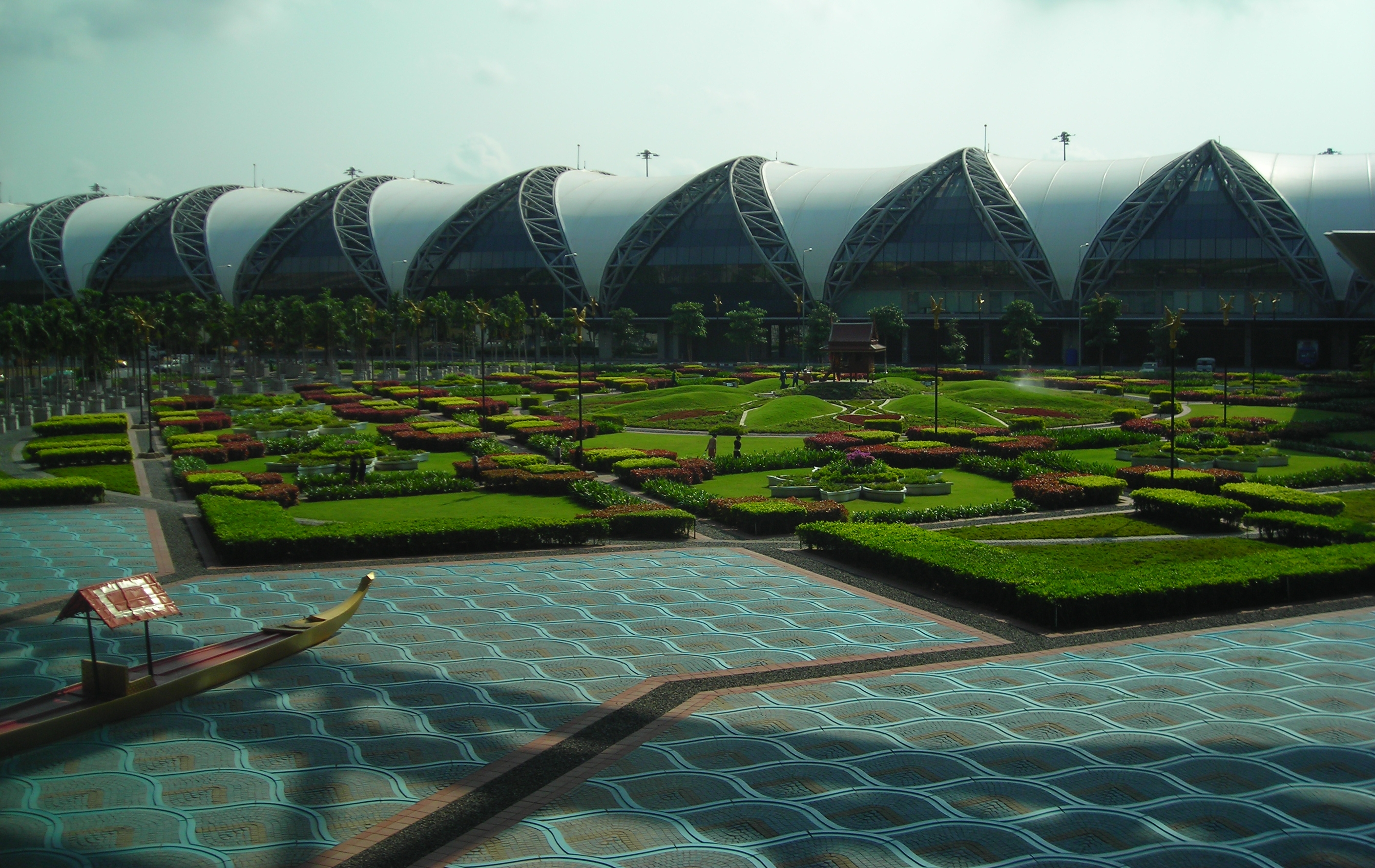
공항 공원 전경
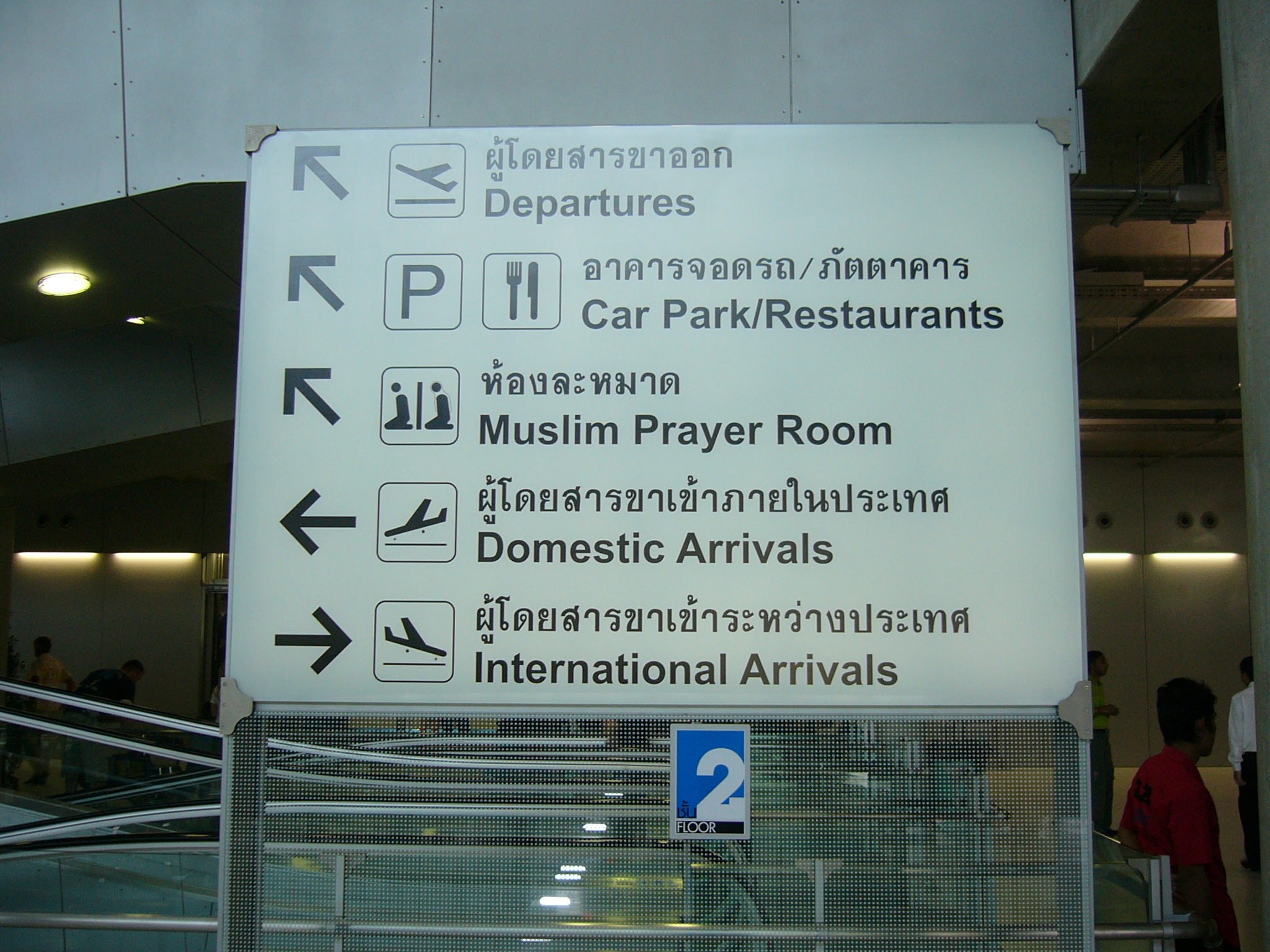
공항 안내 표지판
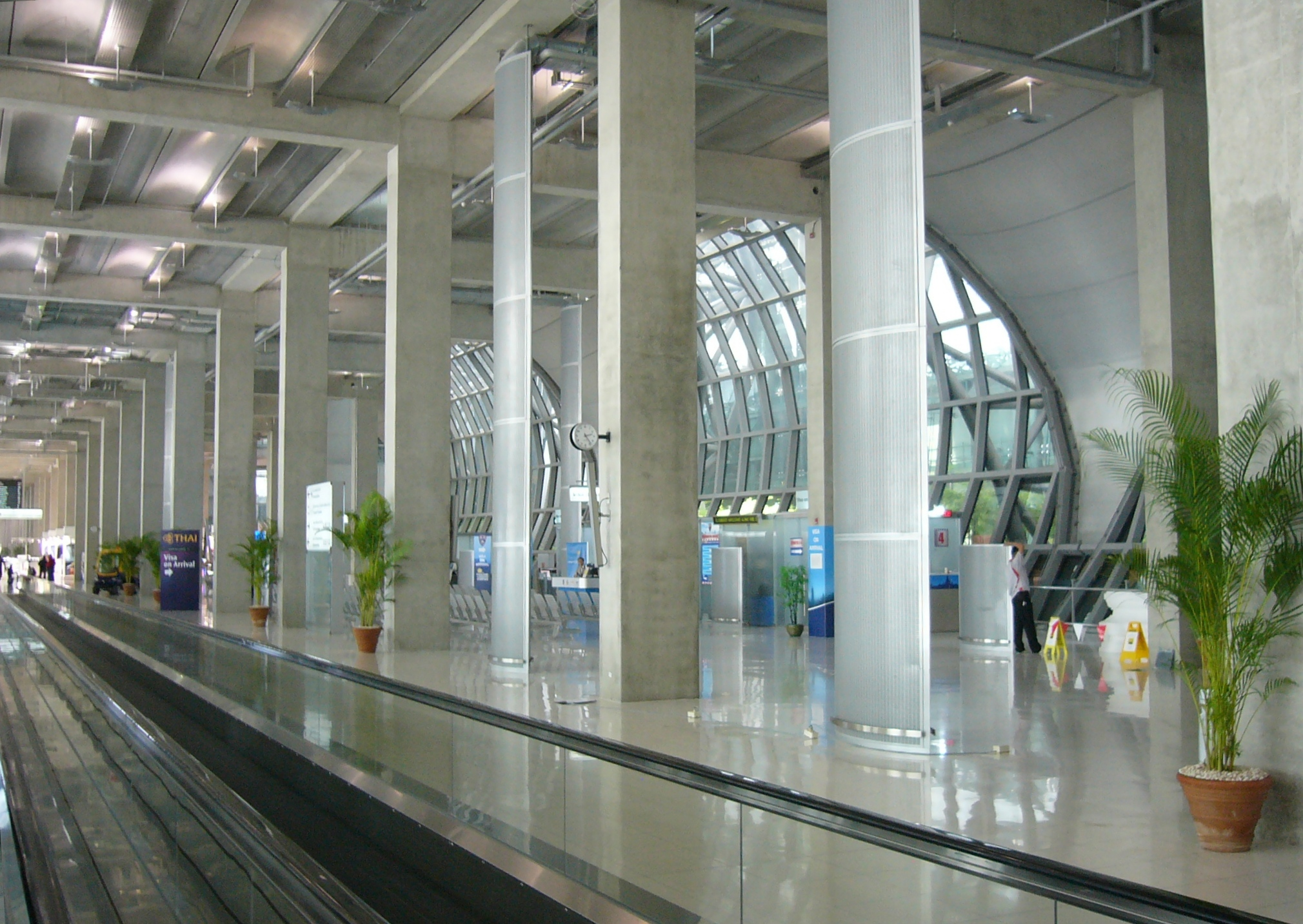
게이트(탑승구) 무빙워크
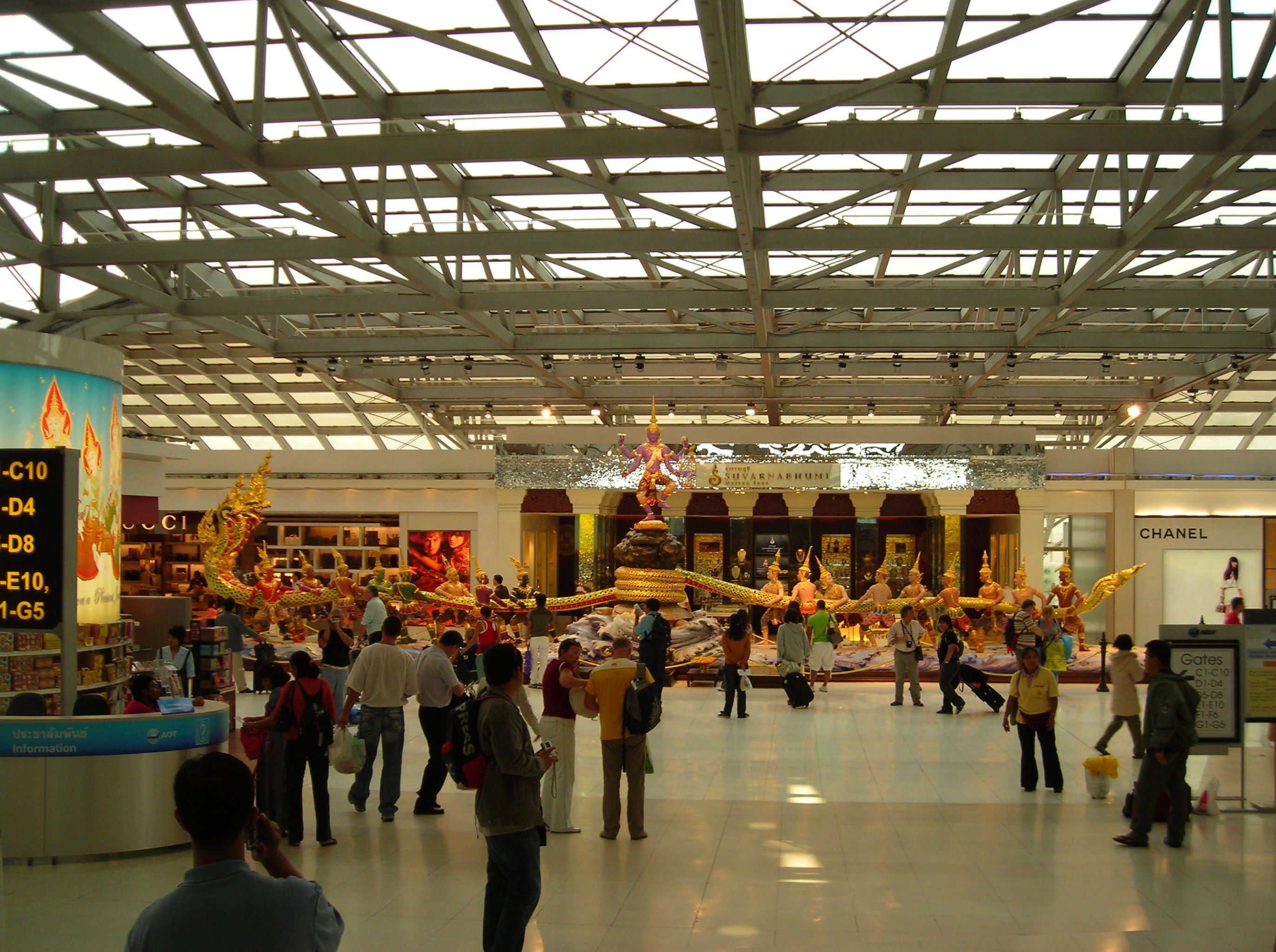
게이트(탑승구)로 이어진 면세점, 장식물
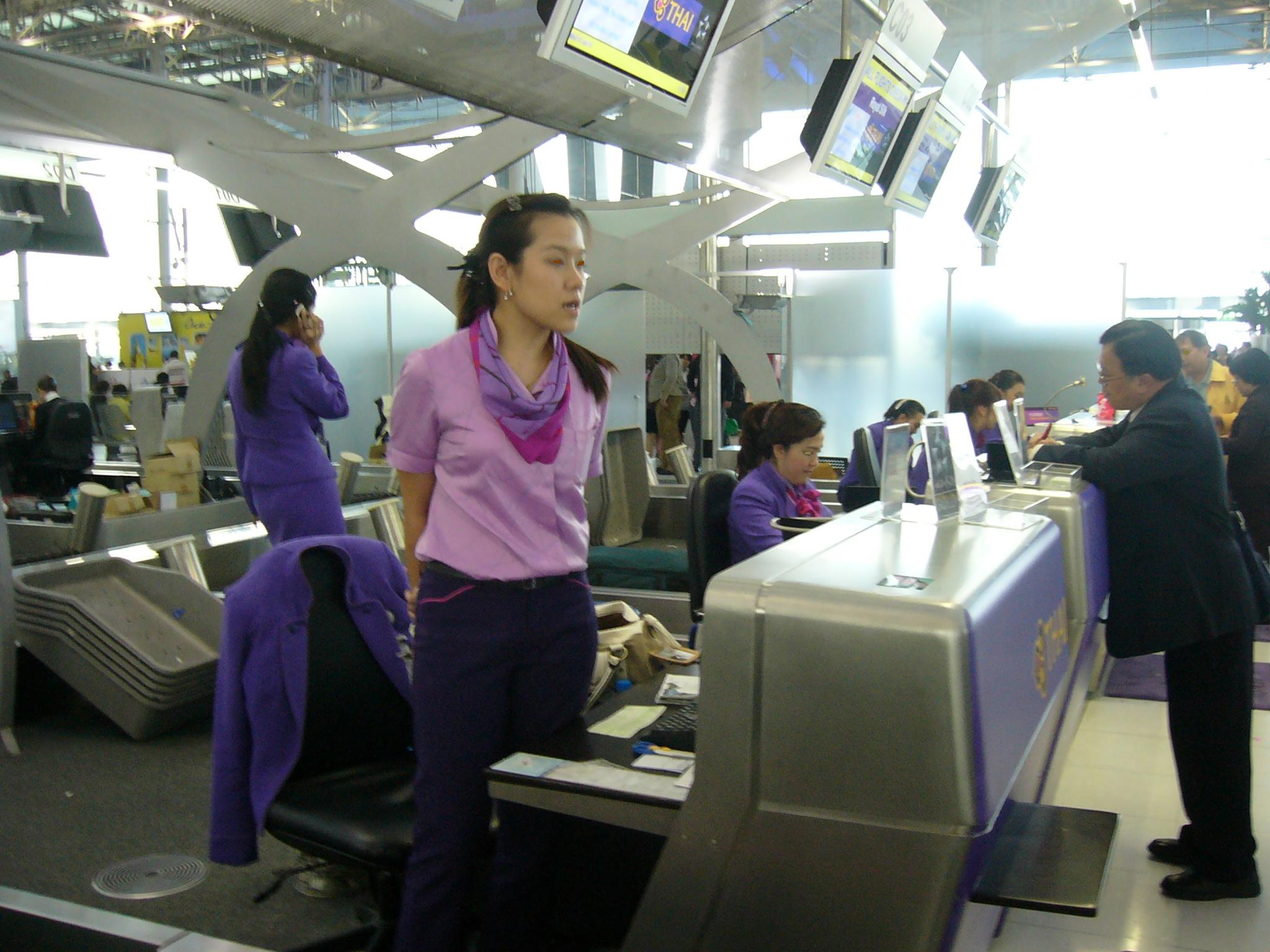
타이항공 체크인 카운터 1
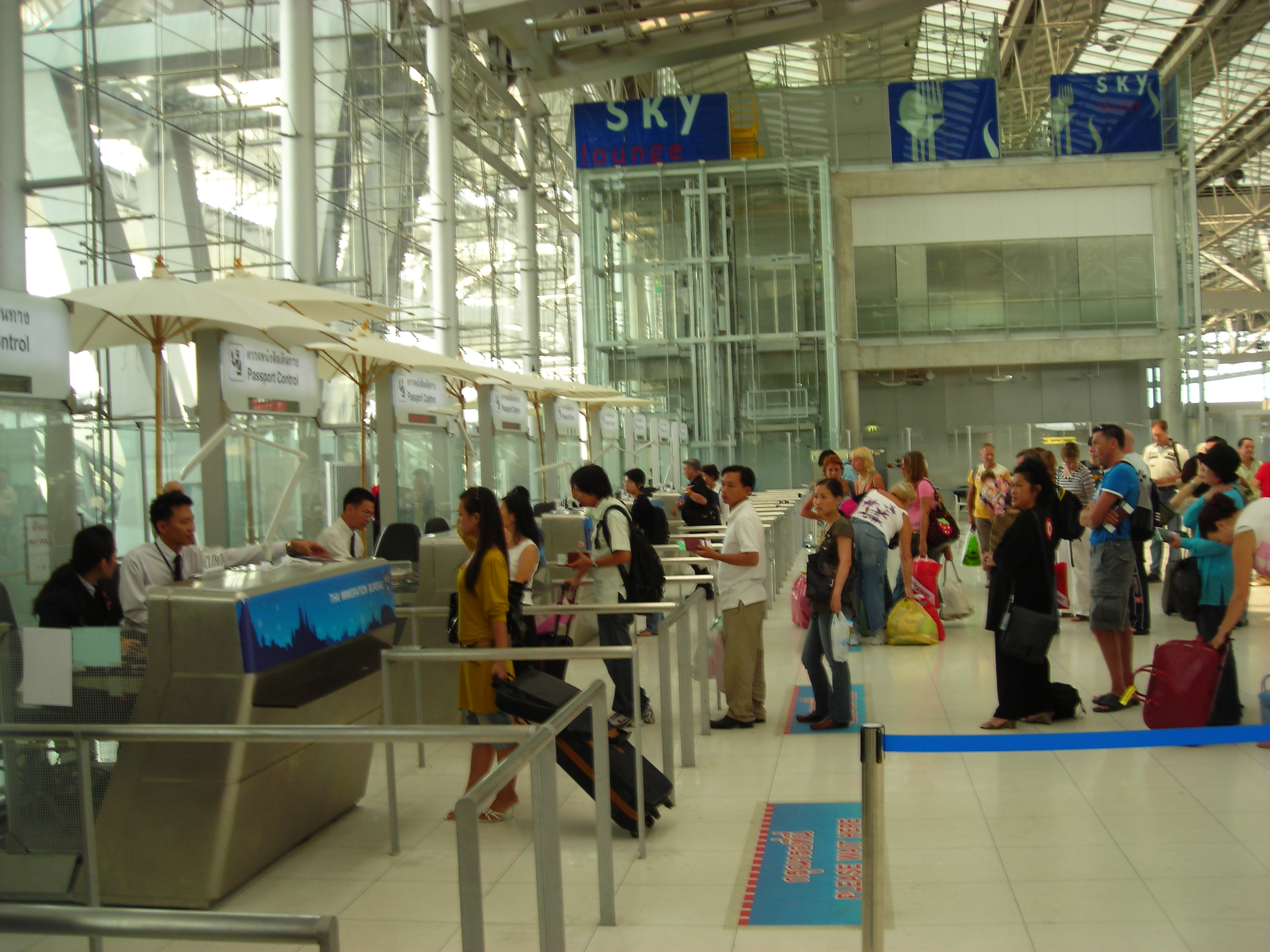
출국심사센터 2
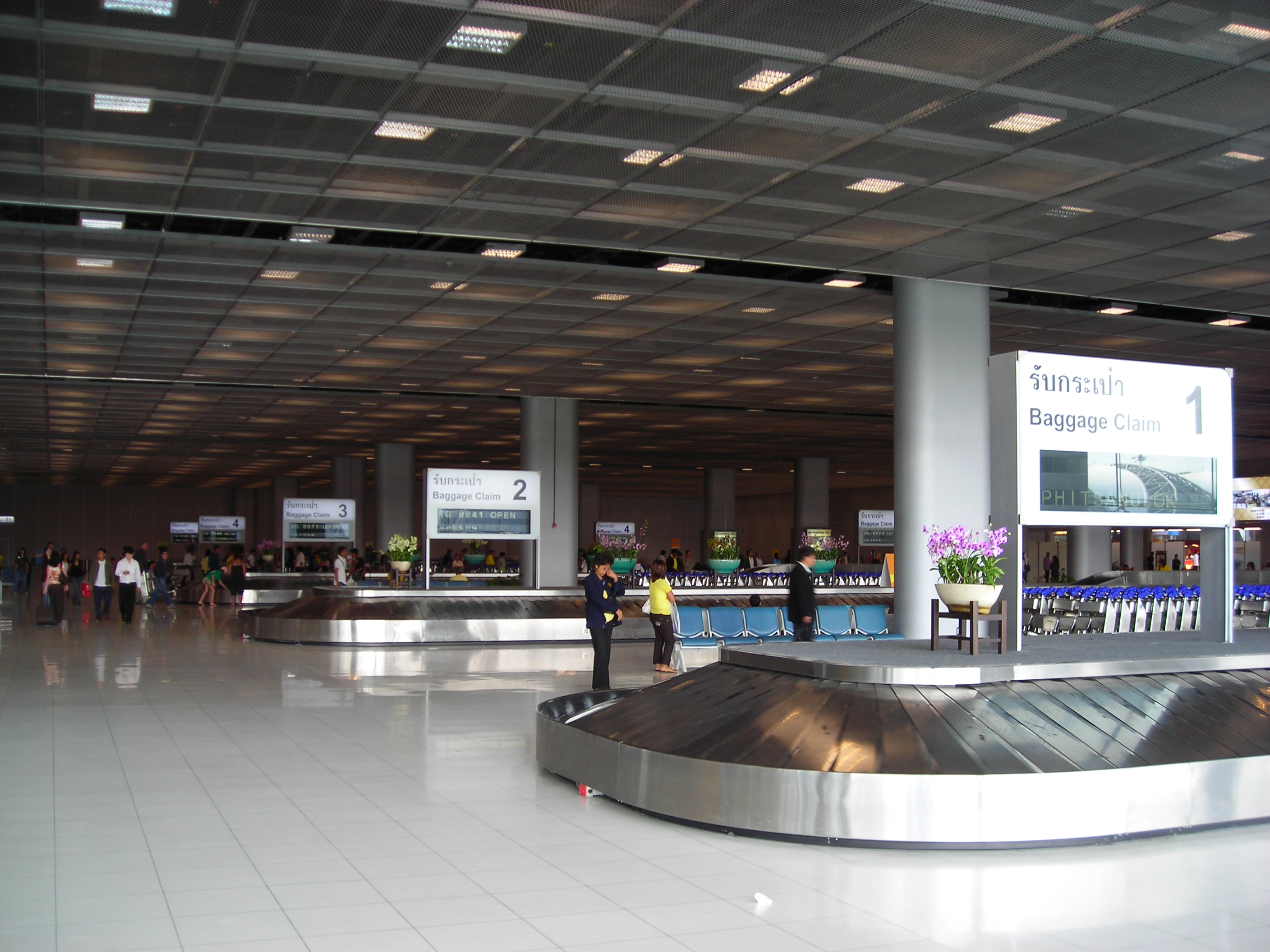
가방 찾는 곳 1~5
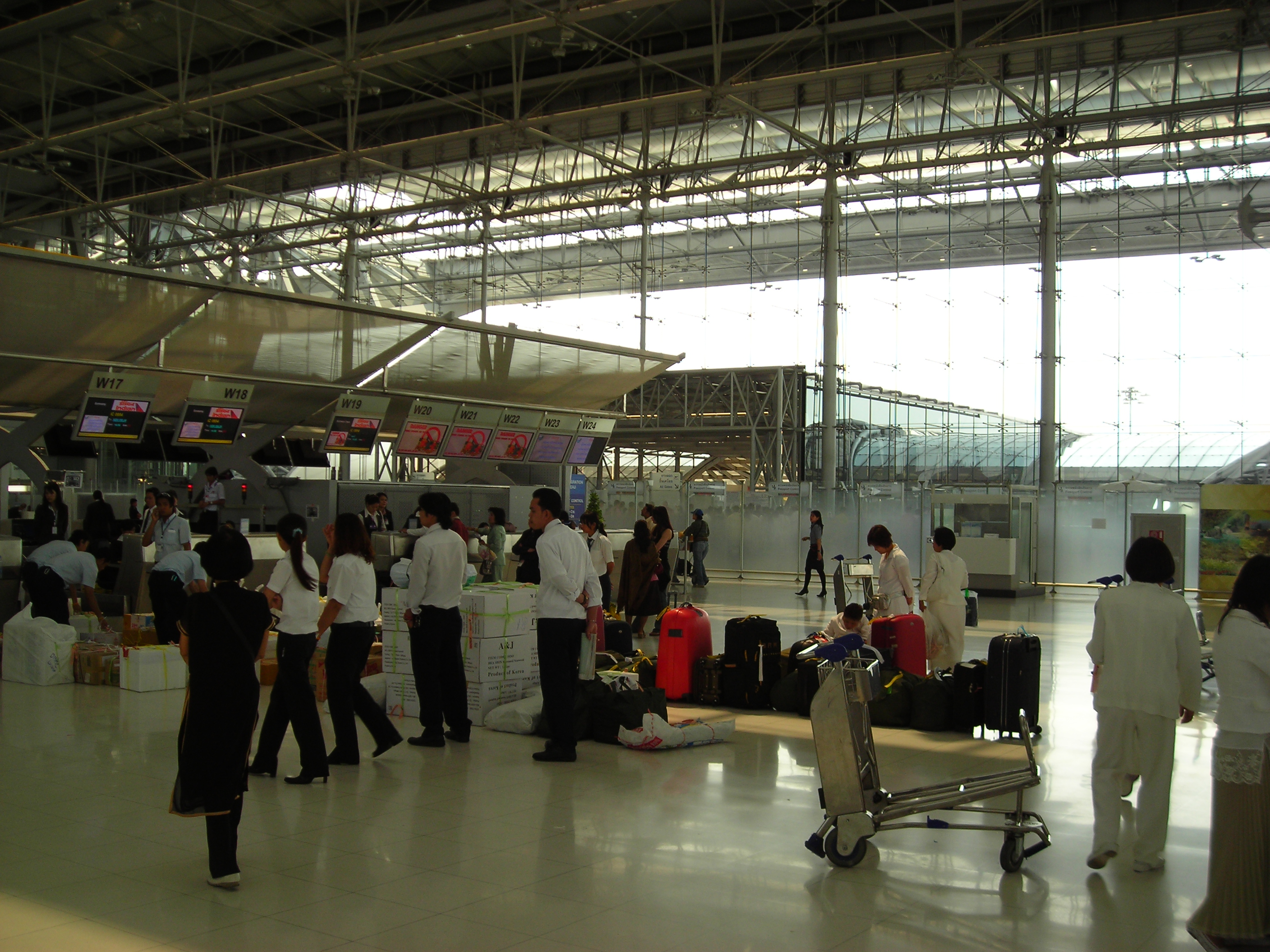
체크인 카운터 W
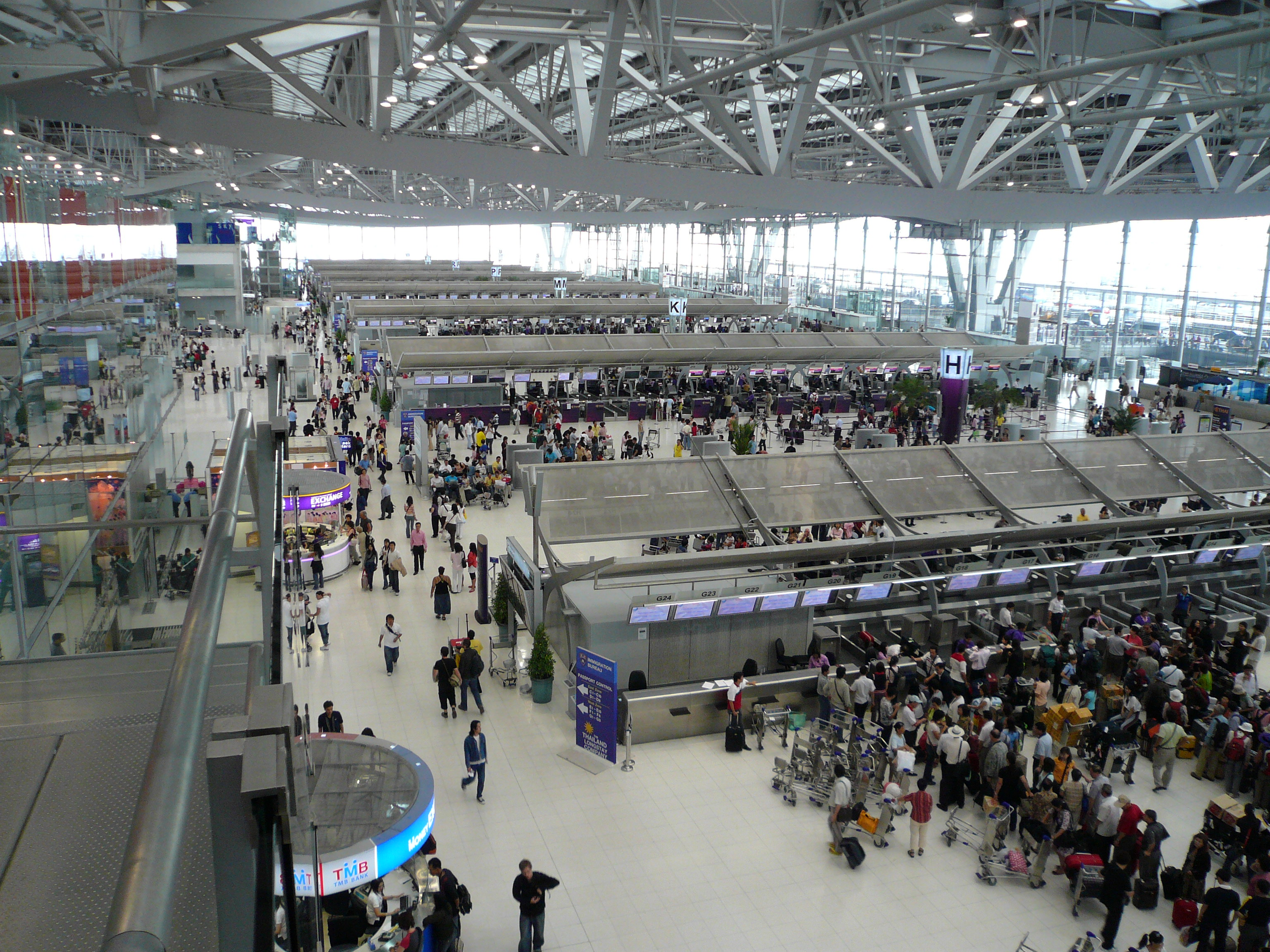
체크인 카운터 전경
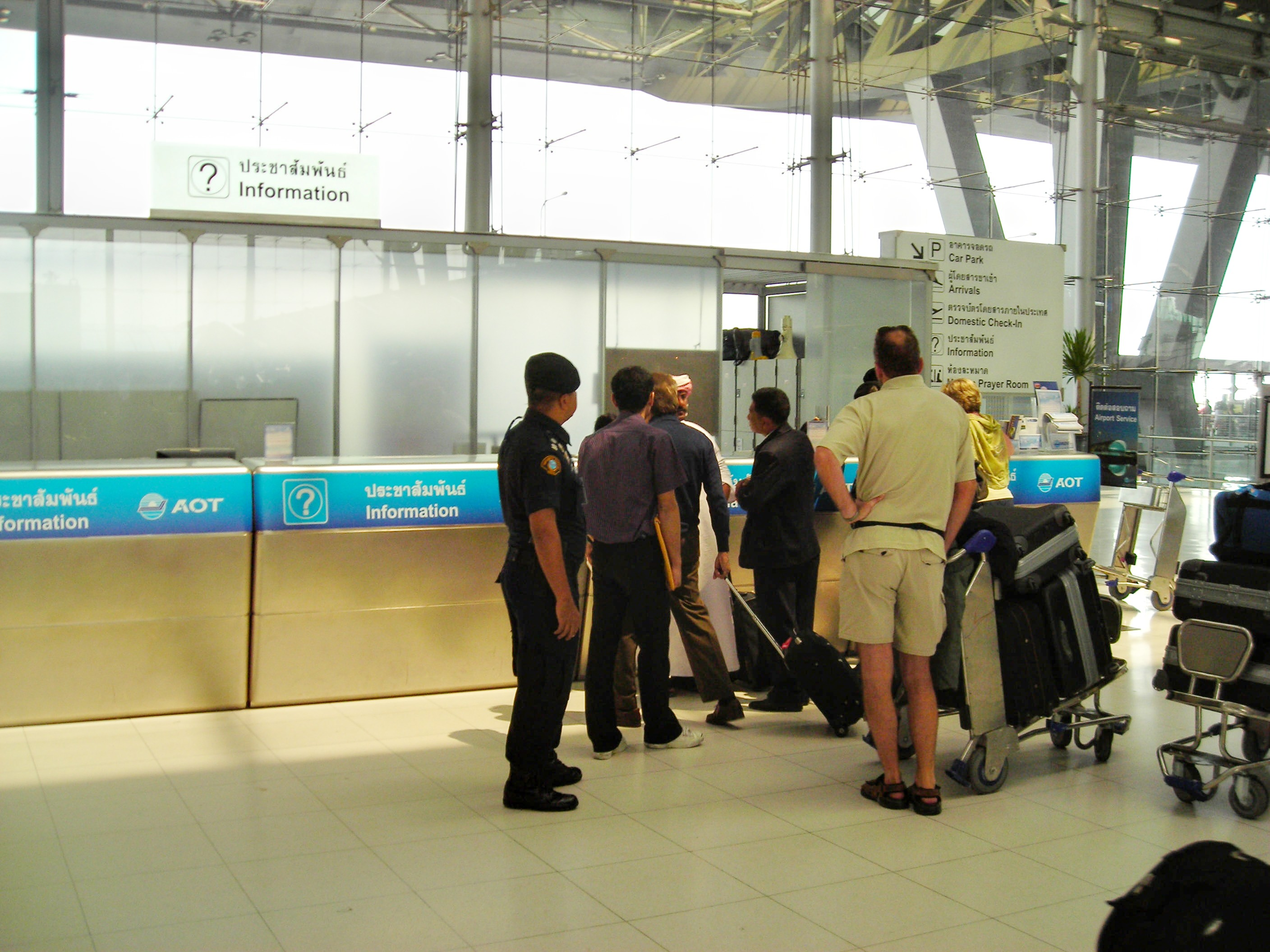
태국 공항 공사 안내데스크
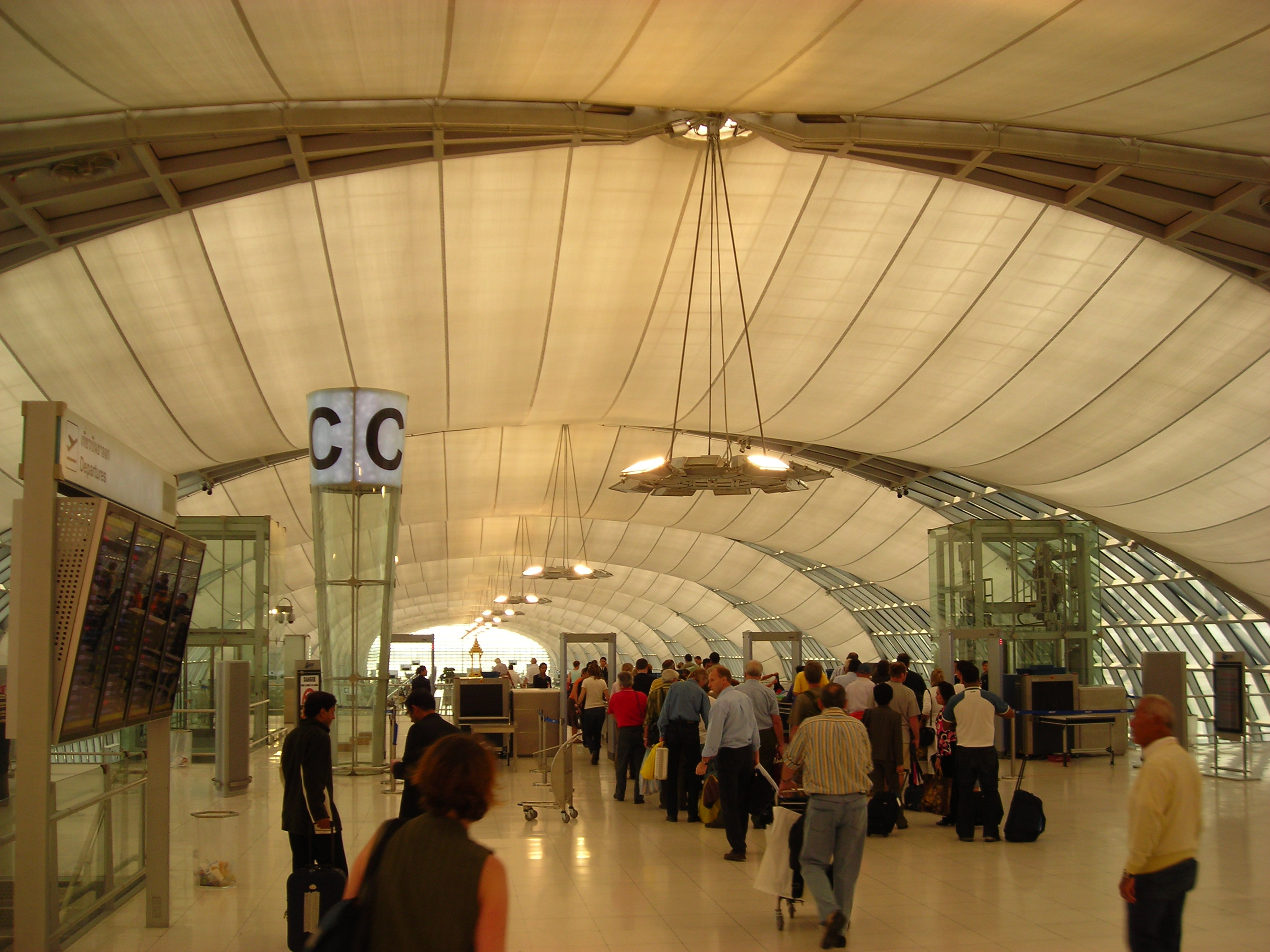
케이트(탑승구) C 보안심사센터
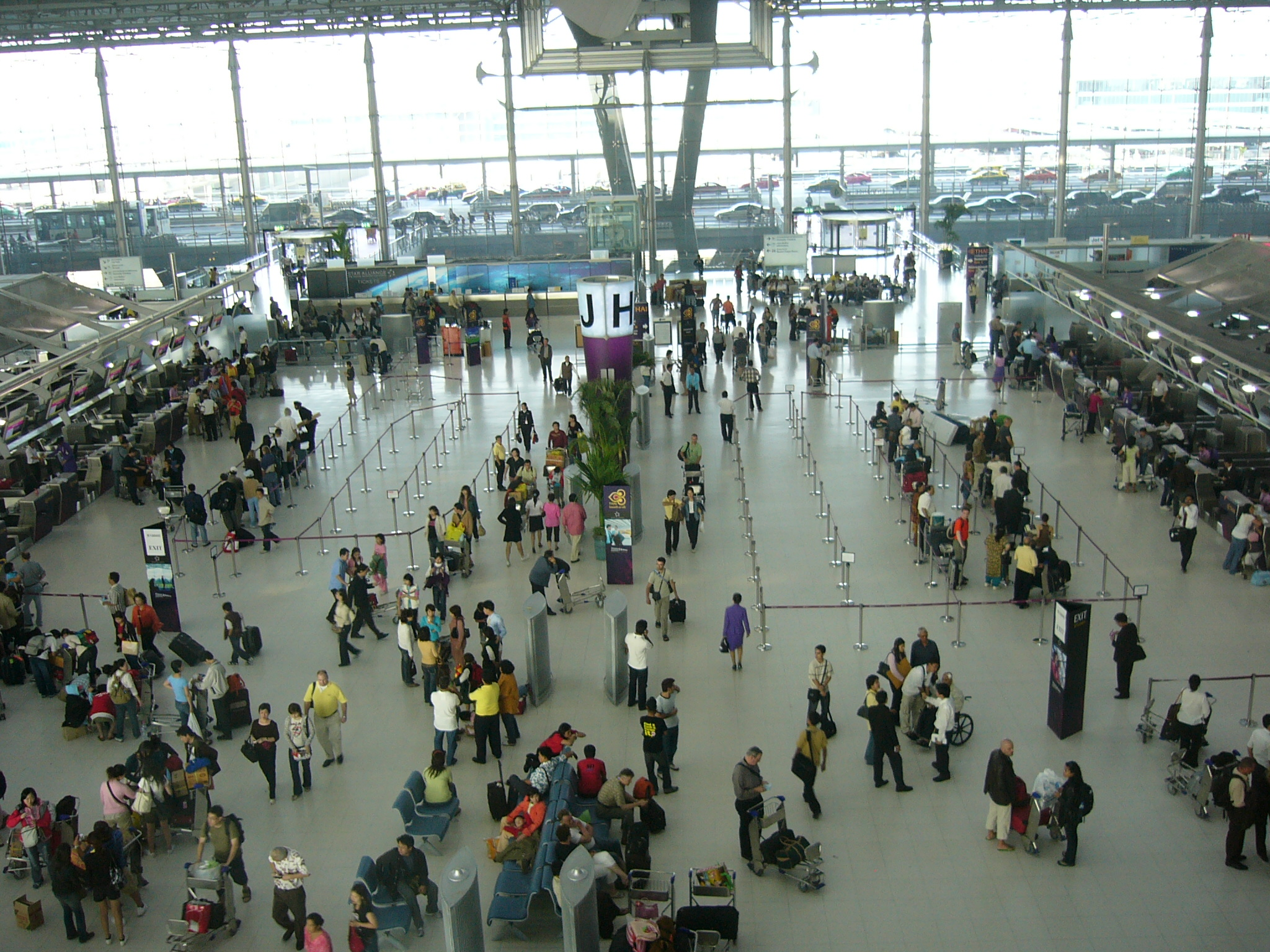
체크인 카운터 J~H 전경
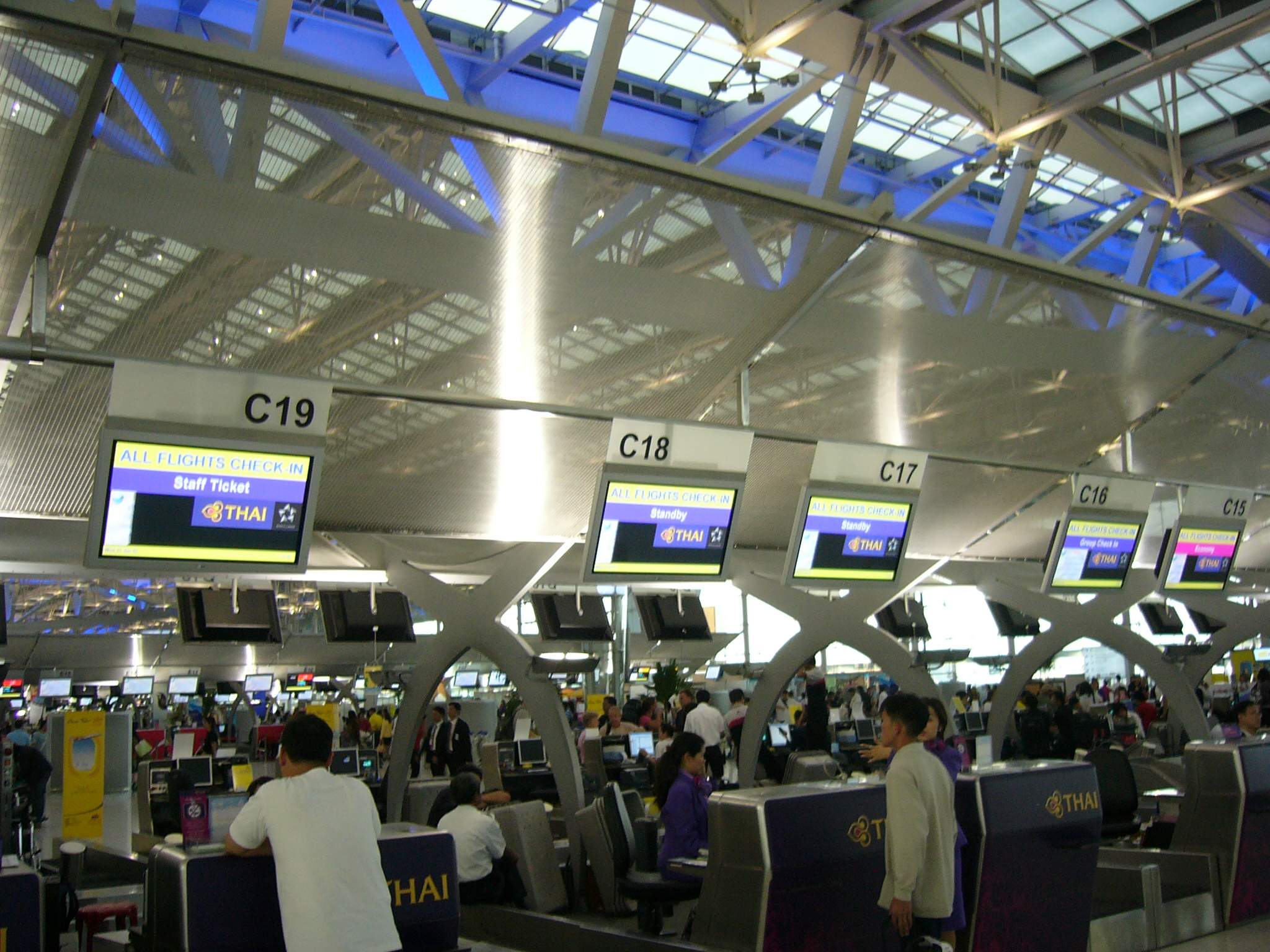
타이항공 체크인 카운터 2
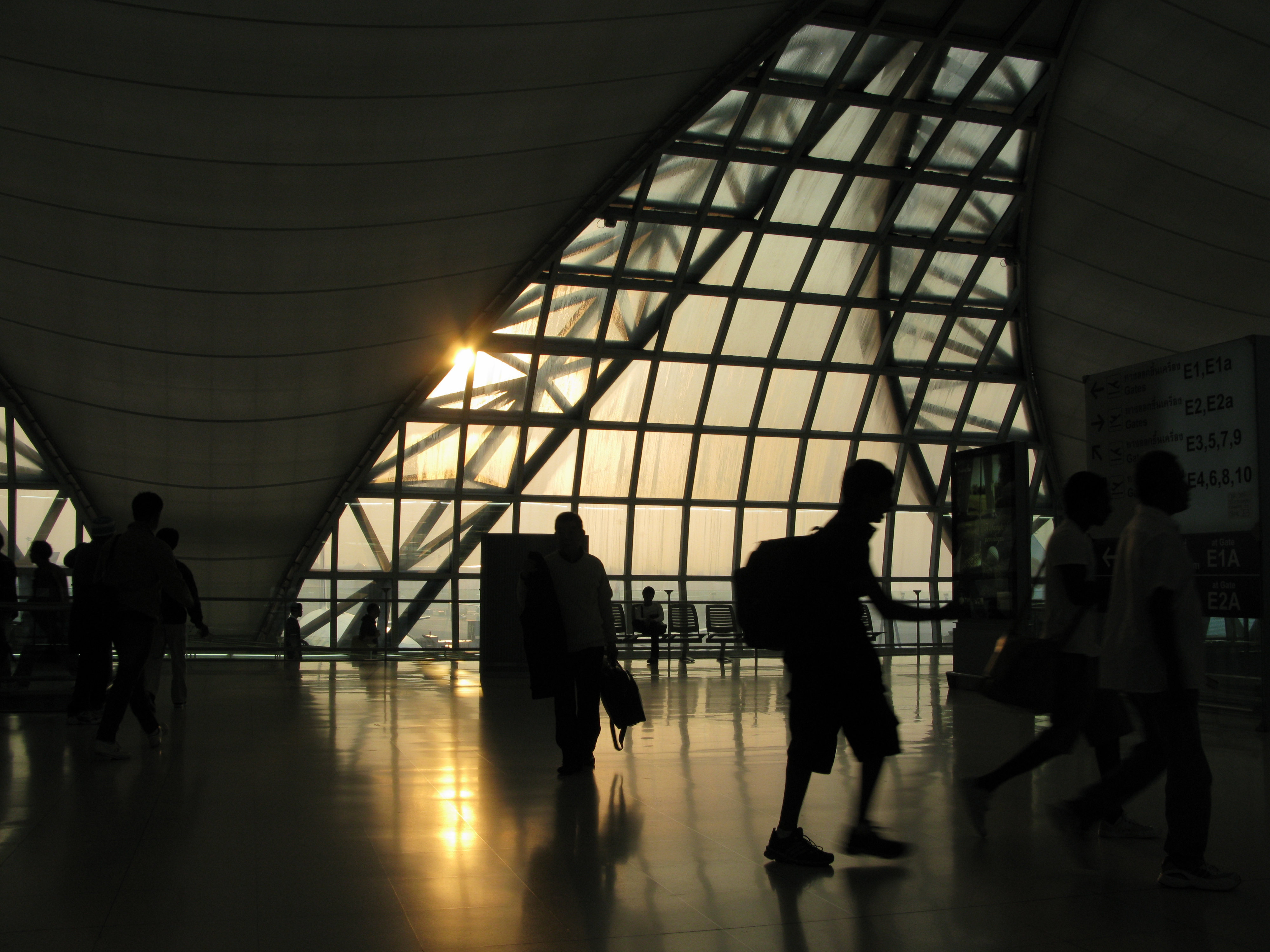
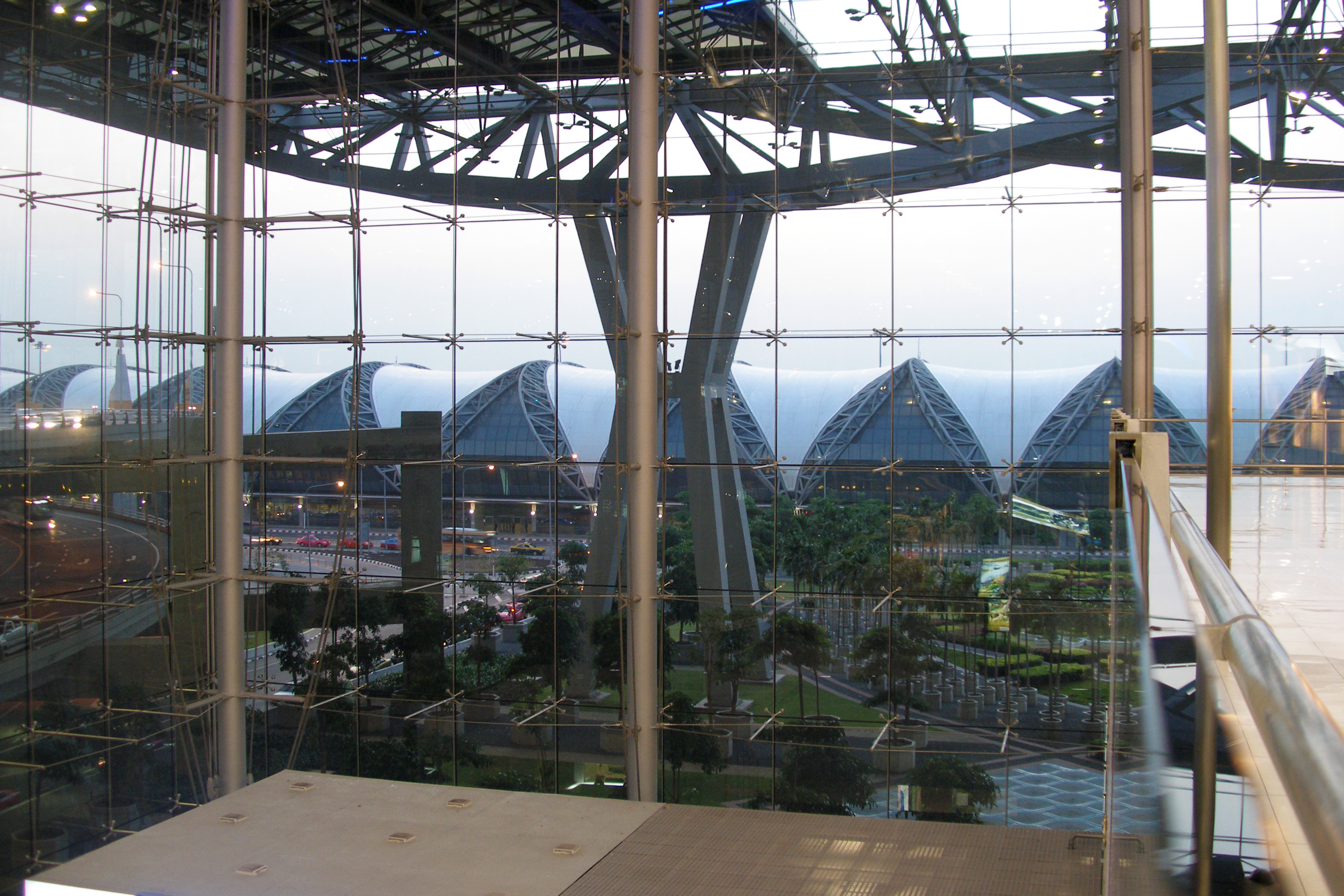
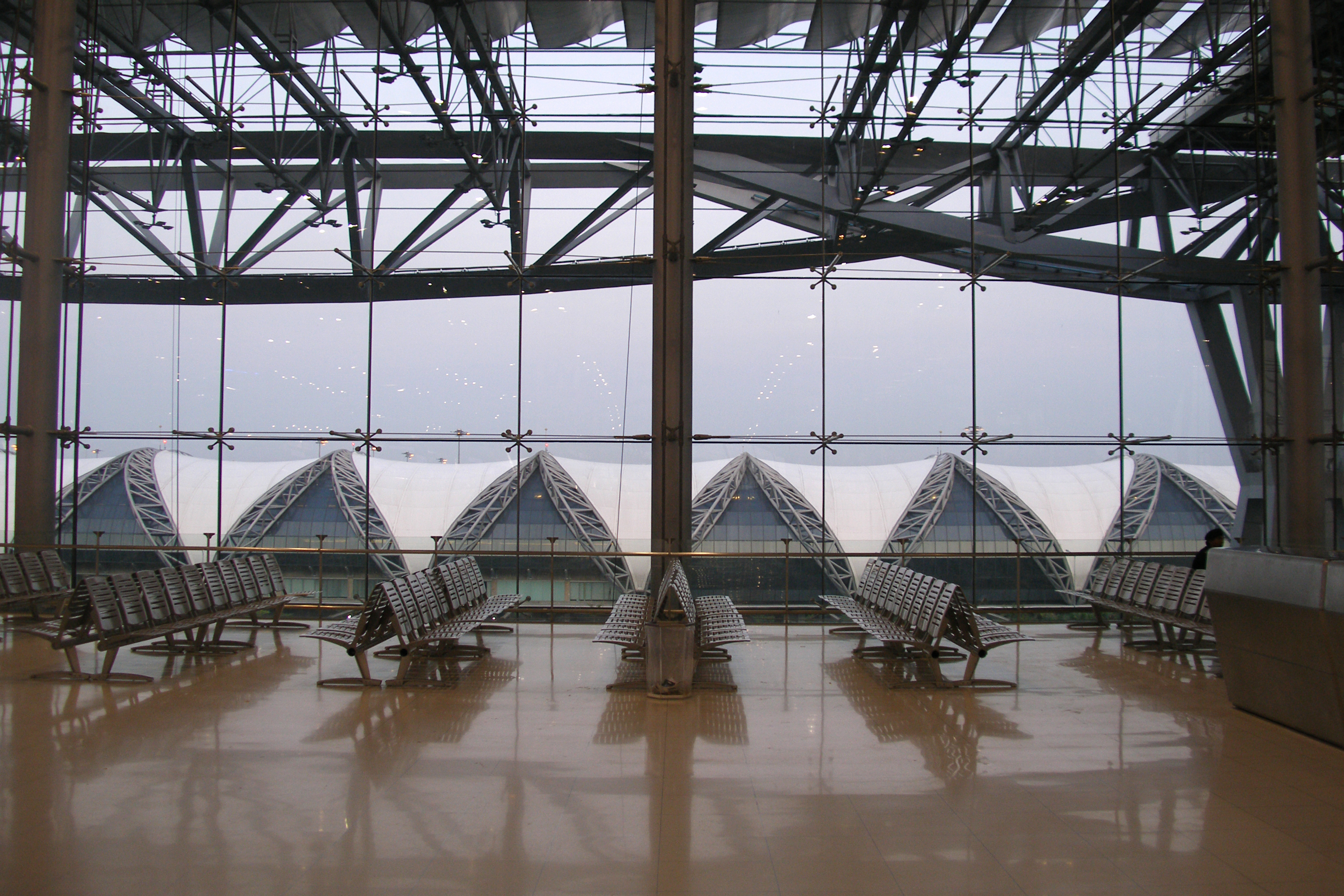
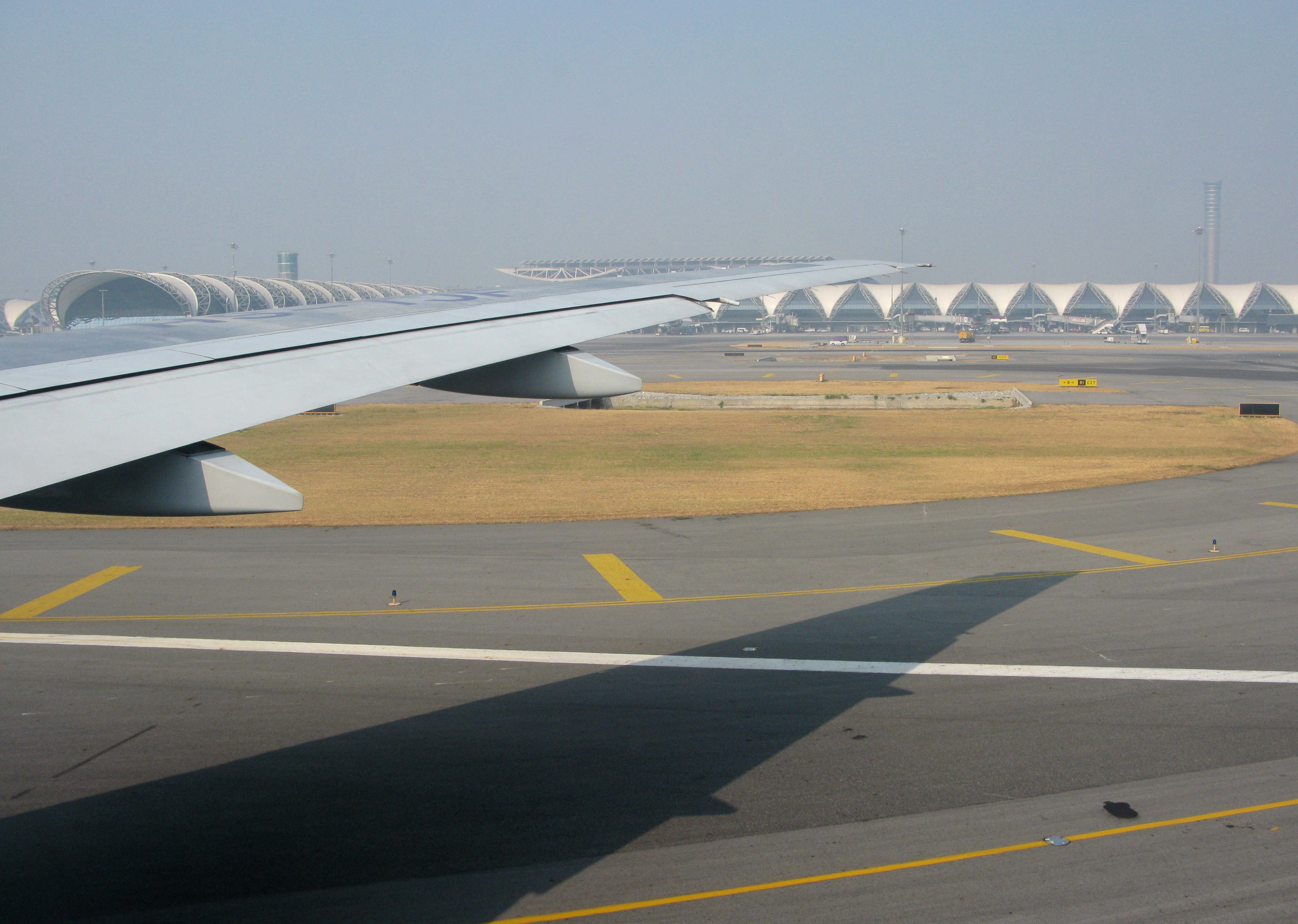

## 교통

### 버스
- ● 에어포트 익스프레스 : AE1, AE2, AE3, AE4

에어포트 익스프레스 버스는 1층 8번 회전문 앞에서 정차한다. 승차권은 공항버스 탑승 전에 전용 매표소에서 구입해야 한다.
AE2 - 카오산 로드(타논 짜끄라퐁(Thanon Chakraphong)의 싸왓디 카오산 인(Sawasdee Khaosan Inn) 옆)가 종점이다. (현재 공항버스는 공식적으로 운행을 중단한 상태이다.)
- ● 에어컨 버스 : 550번, 551번, 552번, 553번, 554번, 555번

에어컨 버스는 신형 에어컨 버스로 모두 11개 노선을 운행한다. 에어컨 버스 탑승은 공항 입국 청사가 아닌 별도의 공항 버스 터미널(Transport Center)에서 가능하다. 공항 입국장과 같은 층인 2층에서 무료 셔틀버스가 수시로 운행된다. 공항에서 버스 터미널까지는 5분 정도가 소요된다.
- ● 수완나품-돈므앙 연결 버스 : Bangkok Mass Transit Authority (BMTA)가 운행하며 매일 새벽 5시~익일 새벽 0시 39분까지 무료운행된다.  도착층 출발입구 앞 공항청사 내 전용 부스에서 당일 출발할 항공권 사본과 여권 원본을 지참하고 확인받아서 확인도장 받고 무료탑승할 수 있다.  배차 간격은 약 30분이다.  출퇴근 시간에 고속도로가 막힐 수 있다.

### 공항연결선
방콕 시내와 수완나품 공항을 연결하는 수완나품 공항연결선이 있다. 이 노선을 건설하는 데는 300억 밧이 소요되었으며 여러 차례 연기된 끝에 2010년 8월 23일에 개통되었다. 공항연결선을 타고 가면 시내의 지하철 및 스카이트레인과 환승할 수 있다.

## 같이 보기
- 돈므앙 국제공항
- 수완나품 공항연결선
- 태국 공항 공사